# Shape Shifter
Shape Shifter je 22. studiové (36. celkově) album Carlose Santany a skupiny Santana. Album vyšlo 14. května 2012 pod značkou Starfaith Records. Mimo skladby „Eres La Luz“ jsou všechny instrumentální.

## Seznam skladeb
| Pořadí | Název                     | Délka |
| ------ | ------------------------- | ----- |
| 1.     | Shape Shifter             | 6:16  |
| 2.     | Dom                       | 3:51  |
| 3.     | Nomad                     | 4:49  |
| 4.     | Metatron                  | 2:39  |
| 5.     | Angelica Faith            | 5:03  |
| 6.     | Never the Same Again      | 5:01  |
| 7.     | In the Light of a New Day | 5:06  |
| 8.     | Spark of the Divine       | 1:03  |
| 9.     | Macumba in Budapest       | 4:01  |
| 10.    | Mr. Szabo                 | 6:20  |
| 11.    | Eres La Luz               | 4:51  |
| 12.    | Canela                    | 5:22  |
| 13.    | Ah, Sweet Dancer          | 3:08  |

## Obsazení
- Carlos Santana – kytary
- Andy Vargas – zpěv
- Tony Lindsay – zpěv
- Chester Thompson – klávesy
- Dennis Chambers – bicí
- Benny Rietveld – baskytara
- Salvador Santana – klávesy
- Raul Rekow – konga
- Karl Perazzo – perkuse